# 蜉蝣 (バンド)
蜉蝣（かげろう）は、日本のヴィジュアル系ロックバンド。所属事務所はフリーウィル、所属レーベルはLizard。

## 概要
1999年9月結成。2007年1月、Zepp Tokyoでのワンマンライブを以て解散。インディーズバンドであるが、会場限定販売のデモ・テープや限定盤を完売させるなど、シーンでの認知度は高く、2005年にはシングル「腐った海で溺れかけている僕を救ってくれた君」が、オリコンメジャーチャートで21位を獲得した。
メンバー全員が作曲しており、アルバムなどでは各メンバーの曲が収録されていた。音楽性はハードロックを基調とした重い曲から、アコースティック調のバラードまで幅広い。作詞はほぼ大佑が行っているが、本人曰く「恋愛を基調とした」バラードや後ろ向きな気持ちを歌ったものから、エロスやエログロをテーマとしたものまでこれもまた幅広く手掛ける。
バンド名のテーマは「儚さ」。これはボーカルの大佑が抱える心臓疾患からきている。
主なローディとして、baroque、kannivalismの圭、SCREWの鋲、girugämeshの愁がいる。
2006年、アルバム「黒旗」のリリース以降バンド活動をどうするかを話し合った際、「蜉蝣としての活動が完全に煮詰まった」と判断したメンバー全員の意見により、翌年1月を以て解散となった。
解散後もメンバーの仲が途切れたわけではなく、大佑は「タイミングが合えば蜉蝣の復活もあり得る」と語っていた。しかし、その大佑が2010年7月15日に急逝。翌年に新木場STUDIO COASTで行われた大佑の一周忌追悼公演「漆黒の光」では、ユアナ、kazu、静海が蜉蝣としてステージに立ち演奏した。

## メンバー
- Vocal: 大佑（だいすけ、1978年7月30日 - 2010年7月15日[4]) 
  - 東京都出身、A型。
  - Fatimaのドラムを経てDIR EN GREYの京の助言でヴォーカリストに転向、蜉蝣を結成する。 解散後、deadmanのギタリストaieらと共にthe studsを結成。2010年4月からはソロ活動をスタート。2010年7月15日逝去[4][5]。
- Guitars: ユアナ（1978年3月21日 - ） 
  - 青森県八戸市出身、A型。
  - 解散後、元beaUのジュンノ、元baroqueの晃、万作、元メトロノームのユウイチローとboogiemanを結成。
- Bass: kazu（かず、1976年11月18日 - ）
  - 東京都出身、B型。
  - 解散後、フリーとなる。大佑のソロプロジェクト「大佑と黒の隠者達」でサポートを担当。元the studsのyukinoと響と共にdim my divisionを結成。
- Drums: 静海（しずみ、1978年7月12日 - )
  - 東京都出身[6]、O型。
  - 日本大学芸術学部音楽学科・作曲理論コース卒業[6]。
  - 解散後、引退。ドラム教室「静海塾」を主催し音楽講師として活動[6]。

### 旧メンバー
- Bass: MASAYA（まさや）

大佑と供に蜉蝣を結成した初期メンバー。蜉蝣を脱退後、Kar'MariAというバンドで活動するが、後に引退。
- Bass: 喰耶（くや）

脱退後はk@mikazeの新汰とDAS:VASSERの響兵とで、GUICHE（ギーシュ）と言うバンドを作るが、半年で活動休止する。

## ディスコグラフィ

### デモテープ
1. biological slicer
2. 美容整形医師の趣味（2000年4月21日）
  - 1000本限定発売

### シングル
1. biological slicer（2000年4月4日）
  - 3000枚限定販売。
2. 発狂逆立ちオナニスト（2001年6月27日）
  - 初回限定5000枚、銀色ジャケ仕様。
3. 自家製フルコース（2001年7月18日）
  - 豪華版初回盤あり。
4. 色メガネとスキャンダル（2002年1月9日）
  - 初回限定10000枚。
5. 水浸しの数え唄（2002年7月10日）
6. 火炙りの数え唄（2002年7月10日）
7. 過去形真実（2003年5月7日）- オリコンメジャーチャート初登場40位
8. XII dizzy（2004年1月28日）- オリコンメジャーチャート初登場55位
9. 白い鴉（2004年12月8日）- オリコンメジャーチャート初登場52位
10. 黒髪のアイツ（2004年12月8日）- オリコンメジャーチャート初登場53位
  - 「白い鴉」「黒髪のアイツ」2枚同時リリース。
11. 絶望にサヨナラ（2005年3月23日）- オリコンメジャーチャート初登場55位
12. 腐った海で溺れかけている僕を救ってくれた君（2005年11月30日）- オリコンインディーズチャート初登場1位 メジャーチャート21位
  - Ver.ABCの3枚同時リリース。
  - 2006年1月25日にVer.ABCの収録曲全てを含む4曲収録の通常版が発売された。
13. となり町の彼女（2006年6月14日）- オリコンメジャーチャート初登場59位

### 配布/会場限定
- 衝撃的映像集（2002年2月3日）
  - 「北風小僧の末期症状2002」赤坂ブリッツにて配布。
- 蜉蝣辞典（2002年5月4日）
  - “春のホールツアー「全席指定」” 東京メルパルクホールにて配布。
- 叫び（2003年2月28日～4月7日）
  - 期間限定発売。
- サクラクラクラ（2004年2月10日～4月5日）
  - tour 04「XII dizzy」会場限定販売。
- XII dizzy（2004年4月5日）
  - tour 04「XII dizzy」渋谷AXにて配布。
- 白黒の魔術師（2005年1月15日)
  - '04～'05ツアー「白黒の魔術師」HOLIDAY SHIBAURAにて配布。
- 落首炎上最終公演（2005年3月24日）
  - 「落首炎上最終公演」渋谷公会堂にて配布。
- 螺旋首/憎しみの独り芝居（2005年8月26日）
  - 蜉蝣 tour 2005「黒旗」東京厚生年金会館にて配布。

### アルバム
1. 蜉蝣（2003年7月30日）- オリコンメジャーチャート初登場63位
2. 落首（2004年8月18日）- オリコンメジャーチャート初登場56位
3. 愚弄色（2005年7月27日）- オリコンメジャーチャート初登場49位
4. 黒旗（2006年7月19日） - オリコンメジャーチャート初登場69位
5. 心中歌（2006年12月27日）- オリコンメジャーチャート初登場104位
  - 2枚組ベストアルバム。

### 参加オムニバス
- 0718（2000年7月18日）
  - 550枚限定配布。
  - 収録曲「妄想地下室」
- 革命～Voice of Rebirth～（2000年8月30日）
  - 5000枚限定発売。
  - 収録曲「妄想地下室」（0718とは別テイク）
- LOOP OF LIFE（2001年2月20日）
  - 5000枚限定発売。
  - 収録曲「鬼畜モラリズム」
- Shock Edge 2001（2001年9月29日）
  - 5000枚限定発売。
  - 収録曲「覚醒ゼリー」
- Japanesque Rock Collectionz（2002年7月28日）
  - 収録曲「迷走本能」

### DVD・VHS
1. 蜉蝣のビデオクリップ（2002年9月25日）
  - DVD：特典映像として「リストカッター」収録
  - VHS：5000本限定/初の写真集「隆明」封入
2. 絶叫サイコパス（2004年1月28日）
  - DVD：初回特殊仕様/特典映像としてPV「過去形真実」収録
  - VHS：数量限定生産/特典映像として楽屋映像等を収録
3. 落首炎上最終公演（2005年6月29日）
4. Tour '07 蜉蝣FINAL <蜉蝣Last Live>蜉蝣最終公演（2007年3月24日）

## タイアップ一覧
| 使用年 | 曲名                                       | タイアップ                                 |
| ------ | ------------------------------------------ | ------------------------------------------ |
| 2003年 | 過去形真実                                 | TBS系『夜の体育』エンディングテーマ        |
| 2005年 | 腐った海で溺れかけている僕を救ってくれた君 | フジテレビ系『超V.I.P.』エンディングテーマ |